# Лагеркруна, Андерс
Андерс Лагеркруна (швед. Anders Lagercrona; 1654 — 7 января 1739, Стокгольм) — шведский генерал-майор, участник Северной войны, фаворит Карла XII.

## Биография
Родился в семье асессора стокгольмского надворного суда Юхана Лагеркруны (1618—1674) и Маргареты Уттерклу, дочери бургомистра Стокгольма Андерса Йонссона.
В 1675 году получил чин фенрика, а в 1700 году стал подполковником Вестерботтенского полка.
В 1702 году в чине генерал-адъютанта участвовал в сражении при Клишове и в том же году был назначен полковником Вестерботтенского полка, вместе с которым в 1703 году принимал участие в осаде Торна. Год спустя его произвели в генерал-майоры, а в 1705 году он был удостоен баронского титула.
В сентябре 1708 года, во время похода Карла XII в Россию, Лагеркруна получил приказ занять Стародуб, однако заблудился, и русские войска заняли город раньше его. Тем не менее, он ещё некоторое время сохранял благосклонность короля.
В битве под Полтавой едва не был взят в плен, однако сумел спастись, забрав лошадь у другого офицера. Во время пребывания Карла XII в Бендерах Лагеркруна в присутствии короля поссорился с другим его фаворитом Гротхузеном, после чего король приказал более не являться ему на глаза. Он был уволен в отставку и 27 января 1711 года выехал из Бендер в Швецию.
Впоследствии Лагеркруна был обвинён в растрате кассы Вестерботтенского полка. Расследование, для которого была создана специальная комиссия, продолжалось ещё в 1717 году, однако чем оно закончилось, неизвестно.
В армии Лагеркруну не любили и обвиняли (возможно, небезосновательно) в роспуске слухов перед королём.
Умер 7 января 1739 года в Стокгольме.

## Семья
С 1687 года был женат на Маргарете Юлленадлер.